# Лісозаготівля
Лісозаготівля, заготівля лісу — заготівля лісоматеріалів. Заготівля лісу передбачає звалювання або без звалювання (стосується завислих або вже приземлених) дерев, з подальшою розробкою деревини на колоди (сортименти) чи хлисти тобто відрізки певної довжини без сучків.
Заготівля лісу здійснюється на заздалегідь виділеної площі, яку називають лісосіка, ділянка, відвід, дроворуба або готовище (ділянка лісу, що була відведена виключно для рубки дров), курінь (на Уралі так називають місце, де не тільки заготовляють дрова, але і роблять вуглеобпалення) і так далі. Крім цього, під лісозаготівлею так само розуміють часткову (вибіркову) вирубку на площі лісової дачі дерев необхідного розміру і властивостей (якостей), що підлягають видаленню з господарських міркувань (сухостійні, суховершинні, пошкоджені вітром, що були заглушені та пригноблені, а також при проріджуваннях і прохідних рубках в молодняках і так далі). Тим не менш, навіть на лісосіках, ділянках та інших ділянках лісозаготівлі рубка може проводитися різними способами: або зрубують всі дерева суцільно (підряд), або срубаются певні дерева в декілька прийомів через відомі проміжки часу або по закінченні рубки на виділеній для заготівлі площі повинні бути залишені усі дерева відомої породи або відомих розмірів або з особливої (спеціальної) метою тільки деякі, наприклад, насінники, необхідні для поновлення до наступного обороту рубки та інші подібні дерева.
Виділені для заготівлі лісу площі найчастіше розташовуються на значній відстані від населених пунктів. Зосередженість роботи лісорубів на відносно невеликій ділянці лісу диктує необхідність облаштування тимчасових приміщень для робітників з метою запобігання втрати робочого часу на переміщення працівників. Крім того, в лісі, в місцях де здійснюється роздрібна продаж заготовлених матеріалів облаштовується контора та інша необхідна інфраструктура (верстати, сховища для заготовлених матеріалів, печі або місця для облаштування багать для випалювання вугілля (вуглеобпалення) і так далі. Завдяки максимально наближеній до місця рубки інфраструктурі часто важко точно встановити певні межі між розробкою дерев в процесі лісозаготівлі та подальшою переробкою отриманої деревини в різних виробництвах, особливо в тих випадках, коли заготівля лісу ведеться частинами, поступово, у міру переробки заготовленої деревини у вироби, як це зазвичай поширене в процесі кустарного виробництва. Однак для повного успіху процесу лісозаготівлі необхідно, щоб розробка хлистів на сортименти здійснювалася досвідченими працівниками, знайомими з вимогами, що пред'являються до лісових матеріалів ринком або споживачами. Тільки при такій організації лісозаготівлі можна бути впевненим, що кожна частина зрубаного дерева буде утилізована у відповідності з її якостями і оцінена по реальній вартості.